# Cavite City
Cavite City is een stad in de Filipijnse provincie Cavite. Cavite City was tot 1954 de hoofdstad van de provincie. Bij de laatste census in 2007 had de stad bijna 105 duizend inwoners.

## Geografie

### Bestuurlijke indeling
Cavite City is onderverdeeld in de volgende 84 barangays:
| - Barangay 1 (Hen. M. Alvarez) - Barangay 2 (Hen. C. Tirona) - Barangay 3 (Hen. E. Aguinaldo) - Barangay 4 (Hen. M. Trias) - Barangay 5 (Hen. E. Evangelista) - Barangay 6 (Diego Silang) - Barangay 7 (Kapitan Kong) - Barangay 8 (Manuel S. Rojas) - Barangay 9 (Kanaway) - Barangay 10-M (Kingfisher) - Barangay 10-A (Kingfisher A) - Barangay 10-B (Kingfisher B) - Barangay 11 (Lawin) - Barangay 12 (Love Bird) - Barangay 13 (Aguila) - Barangay 14 (Loro) - Barangay 15 (Kilyawan) - Barangay 16 (Martines) - Barangay 17 (Kalapati) - Barangay 18 (Maya) - Barangay 19 (Gemini) - Barangay 20 (Virgo) - Barangay 21 (Scorpio) - Barangay 22 (Leo) - Barangay 22-A (Leo A) - Barangay 23 (Aquarius) - Barangay 24 (Libra) - Barangay 25 (Capricorn) | - Barangay 26 (Cancer) - Barangay 27 (Sagitarius) - Barangay 28 (Taurus) - Barangay 29 (Lao-lao) - Barangay 29-A (Lao-lao A) - Barangay 30 (Bid-bid) - Barangay 31 (Maya-maya) - Barangay 32 (Salay-salay) - Barangay 33 (Buwan-buwan) - Barangay 34 (Lapu-lapu) - Barangay 35 (Hasa-hasa) - Barangay 36 (Sap-sap) - Barangay 36-A (Sap-sap A) - Barangay 37 (Cadena De Amor) - Barangay 37-A (Cadena de Amor A) - Barangay 38 (Sampaguita) - Barangay 38-A (Sampaguita A) - Barangay 39 (Jasmin) - Barangay 40 (Gumamela) - Barangay 41 (Rosal) - Barangay 42 (Pinagbuklod) - Barangay 42-A (Pinagbuklod A) - Barangay 42-B (Pinagbuklod B) - Barangay 42-C (Pinagbuklod C) - Barangay 43 (Pinagpala) - Barangay 44 (Maligaya) - Barangay 45 (Kaunlaran) - Barangay 45-A (Kaunlaran A) | - Barangay 46 (Sinagtala) - Barangay 47 (Pagkakaisa) - Barangay 47-A (Pagkakaisa A) - Barangay 47-B (Pagkakaisa B) - Barangay 48 (Narra) - Barangay 48-A (Narra A) - Barangay 49 (Akasya) - Barangay 49-A (Akasya A) - Barangay 50 (Kabalyero) - Barangay 51 (Kamagong) - Barangay 52 (Ipil) - Barangay 53 (Yakal) - Barangay 53-A (Yakal A) - Barangay 53-B (Yakal B) - Barangay 54 (Pechay) - Barangay 54-A (Pechay A) - Barangay 55 (Ampalaya) - Barangay 56 (Labanos) - Barangay 57 (Repolyo) - Barangay 58 (Patola) - Barangay 58-A (Patola A) - Barangay 59 (Sitaw) - Barangay 60 (Letsugas) - Barangay 61 (Talong) - Barangay 61-A (Talong A) - Barangay 62 (Kangkong) - Barangay 62-A (Kangkong A) - Barangay 62-B (Kangkong B) |

## Demografie
Cavite City had bij de census van 2007 een inwoneraantal van 104.581 mensen. Dit zijn 5.214 mensen (5,2%) meer dan bij de vorige census van 2000. De gemiddelde jaarlijkse groei komt daarmee uit op 0,71%, hetgeen lager is dan het landelijk jaarlijks gemiddelde over deze periode (2,04%). Vergeleken met de census van 1995 is het aantal mensen met 11.940 (12,9%) toegenomen.

De bevolkingsdichtheid van Cavite City was ten tijde van de laatste census, met 104.581 inwoners op 10,89 km², 9603,4 mensen per km².

## Geboren in Cavite City
- Maximo Inocencio (18 november 1833), aannemer en een van de dertien martelaren van Cavite (overleden 1897);
- José Basa (16 augustus 1843), Filipijns rechter (overleden 1912);
- Alfonso de Ocampo (1860), gevangenbewaarder en een van de dertien martelaren van Cavite (overleden 1896);
- Julian Felipe (28 januari 1861), componist Filipijns volkslied (overleden 1944);
- Tomas Earnshaw (5 november 1867), ingenieur en burgemeester van Manilla (overleden 1954);
- Olivia Salamanca (1 juli 1989), een van de eerste vrouwelijke Filipijnse artsen (1913);
- Vicente Francisco (19 juli 1891), jurist en politicus (overleden 1974);
- Cirilo Almario (11 januari 1931), rooms-katholiek bisschop (overleden 2016);
- Ronaldo del Carmen (31 december 1959), storyboard artist en ontwerper, illustrator en regisseur van animatiefilms;
- Rufino Biazon (20 maart 1969), politicus.